# Franz Lafar
Franz Lafar (* 15. September 1865 in Wien; † 24. Dezember 1938 in Baden (Niederösterreich)) war ein österreichischer Chemiker, Mikrobiologe und Mykologe.
Lafar studierte Chemie an der Technischen Hochschule Wien mit dem Diplom 1890. Er wurde 1891 an der Universität Leipzig promoviert (Dr. phil.) und war danach Assistent für Bakteriologie und Hefekunde an der Versuchsstation des Gärungsgewerbes der Landwirtschaftlichen Hochschule Hohenheim. 1893 wurde er Privatdozent an der Technischen Hochschule Stuttgart und 1897 außerordentlicher Professor. 1906 wurde er ordentlicher Professor für Gärungsphysiologie und Bakteriologie an der Technischen Hochschule Wien, an der er 1912 bis 1914 Dekan war und 1917 emeritiert wurde. 1908 promovierte er erneut (Dr. tech.). Er war Hofrat.
Er befasste sich mit anwendungsorientierter Chemie von Hefepilzen und Bakterien und gab ein Standardwerk (Technische Mykologie) dazu heraus.
1907 wurde er Mitglied der Leopoldina.

## Schriften
- Herausgeber: Technische Mykologie, 3 Bände, 1897 bis 1907 (auch ins Russische und Englische übersetzt), 2. Auflage als Handbuch der technischen Mykologie für technische Chemiker, 5 Bände, 1904 bis 1914[2]